# Аббас-бий
Аббас (Опас, Апас) – ногайский бий, брат или сын ногайского бия Ваккаса.
После смерти в конце 1440-х годов бия Ваккаса, беклярбека узбекского хана Абу-л-Хайра , ногайские бии стремятся отделиться от него, как от слишком сильной и властной персоны. В этот момент совместно с Аббасом с титулом бий действовали сыновья Ваккаса Хорезми и Муса. В.В. Трепавлов предполагает, что именно Аббас, как младший брат Ваккаса, должен был после смерти Ваккаса получить от Абу-л-Хайра чин беклярбека, как законный наследник, Хорезми при этом мог быть главой мангытского эля, а  Муса в этом варианте мог возглавлять весь ногайский улус. Во второй половине XV века основной действующей фигурой среди ногайской знати был Муса и сведения о Аббасе носят эпизодический характер. 
Примкнув к широкой коалиции, Аббас участвовал в борьбе против сына и наследника Абу-л-Хайра Шейх-Хайдара, которая закончилась убийством Шейх-Хайдара сибирским ханом Ибаком. Участвовал в походе Ибака и Ахмата на Астрахань с целью поимки укрывшегося там Мухаммеда Шейбани, внука Абу-л-Хайра.  Однако, после этого убийства, титул беклярбека Аббаса потерял смысл и на первое место среди ногаев выдвигается Муса. Новое возвышение Аббаса происходит после гибели в сражении с казахским ханом Бурундуком главы мангытского улуса Хорезми. 
В самом начале 1490-х годов статус Аббаса повышается - его всегда называют бием, а Мусу и Ямгурчи – мирзами. Около 1490 произошла какая-то размолвка между Аббасом и Ямгурчи с одной стороны и Мусой с другой. Около этого времени Муса откочёвывал «к туркменам», видимо, на Мангышлак или Устюрт.  Сообщение об этом поступило в Москву летом 1492 года. После этого упоминаний о нём нет, скорее всего, он скончался в возрасте около 80 лет, бездетным.